# Ubisoft Connect
Ubisoft Connect — сервіс цифрової дистрибуції, DRM захисту, мережевої гри та спілкування гравців, розроблений компанією Ubisoft. Підтримується на багатьох ігрових платформах: PC, Mac, Xbox, PlayStation, Wii U, Facebook. Сервіс має свою систему трофеїв та досягнень.

## Особливості платформи
Компанія Ubisoft запустила ігрову мережу Ubisoft Connect разом із виходом гри Assassin's Creed II у 2009 році. В неї можна зайти або з гри, або з офіційного сайту. Ubisoft Connect дозволяє гравцям спілкуватися між собою та отримувати винагороди за бали, які видаються за певні досягнення в іграх. Генеральний директор Ubisoft Ів Гілльємо охарактеризував це: «Чим більше ви граєте, тим більше предметів ви можете отримати».

## Клієнт
Кліент Uplay було випущено 3 липня 2012 року на заміну Ubisoft Game Launcher. Клієнт Uplay схожий на кліенти Steam та Origin, де користувачі можуть купувати та запускати ігри.
Uplay для Wii U був випущений 1 грудня 2012 року у Nintendo eShop.

## Ігри з підтримкою Ubisoft Connect
- Anno 2070
- Assassin's Creed II
- Assassin's Creed: Brotherhood
- Assassin’s Creed: Multiplayer Rearmed
- Assassin’s Creed: Project Legacy
- Assassin’s Creed: Recollection
- Assassin's Creed: Revelations
- Assassin's Creed III
- Assassin's Creed IV: Black Flag
- Assassin's Creed: Unity
- Assassin's Creed Rogue
- Assassin's Creed Syndicate
- Assassin's Creed Origins
- Assassin's Creed Odyssey
- Avengers: Battle for Earth
- Brothers in Arms: Furious 4
- Call of Juarez: The Cartel
- Child of Light
- Driver: San Francisco
- ESPN Sports Connection
- Far Cry 3
- Far Cry 3: Blood Dragon
- Far Cry 4
- Far Cry Primal
- Far Cry 5
- Far Cry New Dawn
- Flashback
- For Honor
- From Dust
- Just Dance 3 (тільки для Xbox 360)
- Just Dance 4
- Just Dance 2014
- Marvel Avengers: Battle for Earth
- Might & Magic Heroes VI
- Might & Magic Heroes VII
- Might & Magic X: Legacy
- Monopoly Plus
- MotionSports
- MotionSports Adrenaline
- My Fitness Coach Club
- Prince of Persia: The Forgotten Sands
- PowerUp Heroes
- Pure Football
- R.U.S.E.
- Rabbids Land
- Raving Rabbids: Alive & Kicking
- Rayman Legends
- Rocksmith 2014
- Shaun White Skateboarding
- Silent Hunter V: Battle of the Atlantic
- Spartacus Legends
- The Adventures of Tintin: Secret of the Unicorn
- The Crew
- The Settlers 7: Paths to a Kingdom
- Tom Clancy's H.A.W.X. 2
- Tom Clancy's Ghost Recon: Future Soldier
- Tom Clancy's Ghost Recon Wildlands
- Tom Clancy’s Rainbow Six Siege
- Tom Clancy's Splinter Cell: Blacklist
- Tom Clancy's Splinter Cell: Conviction
- Tom Clancy’s The Division
- Trials Evolution: Gold Edition
- Toys’R’Us Towers
- Watch Dogs
- Watch Dogs 2
- Your Shape: Fitness Evolved
- Your Shape: Fitness Evolved 2012
- Your Shape: Fitness Evolved 2013
- ZombiU